# Element 7. periode
Element 7. periode je eden izmed kemijskih elementov v šesti vrstici (ali periodi) periodnega sistema. Tabela periodnega sistema ima vrstice, ki predstavljajo periode. Položaj elementa v periodnem sistemu je povezan z razporeditvijo elektronov po lupinah, podlupinah in orbitalah. Perioda periodnega sistema, v kateri je element, se ujema s številom lupin, ki jih zasedajo njegovi elektroni. Od leve proti desni se vsakemu naslednjemu elementu poveča število elektronov za ena. Zato se elementi v isti periodi razlikujejo po lastnostih. Vsaka perida se začne z alkalijskim elementom, ki ima en valenčni elektron, in se konča z žlahtnim plinom. Šesta perioda vsebuje 32 elementov, ki se začnejo s francijem in zaključijo z oganesonom.
Vsi elementi sedme periode so radioaktivni.

### Elementi
| Kemični element | Kemični element | Kemični element | Blok   | Elektronska konfiguracija  | Pogostost  |
| --------------- | --------------- | --------------- | ------ | -------------------------- | ---------- |
| 87              | Fr              | Francij         | blok s | [Rn] 7s1                   | iz razpada |
| 88              | Ra              | Radij           | blok s | [Rn] 7s2                   | iz razpada |
| 89              | Ac              | Aktinij         | blok f | [Rn] 6d1 7s2 (*)           | iz razpada |
| 90              | Th              | Torij           | blok f | [Rn] 6d2 7s2 (*)           | prvobitni  |
| 91              | Pa              | Protaktinij     | blok f | [Rn] 5f2 6d1 7s2 (*)       | iz razpada |
| 92              | U               | Uran            | blok f | [Rn] 5f3 6d1 7s2 (*)       | prvobitni  |
| 93              | Np              | Neptunij        | blok f | [Rn] 5f4 6d1 7s2 (*)       | iz razpada |
| 94              | Pu              | Plutonij        | blok f | [Rn] 5f6 7s2               | iz razpada |
| 95              | Am              | Americij        | blok f | [Rn] 5f7 7s2               | sintetični |
| 96              | Cm              | Kirij           | blok f | [Rn] 5f7 6d1 7s2 (*)       | sintetični |
| 97              | Bk              | Berkelij        | blok f | [Rn] 5f9 7s2               | sintetični |
| 98              | Cf              | Kalifornij      | blok f | [Rn] 5f10 7s2              | sintetični |
| 99              | Es              | Ajnštajnij      | blok f | [Rn] 5f11 7s2              | sintetični |
| 100             | Fm              | Fermij          | blok f | [Rn] 5f12 7s2              | sintetični |
| 101             | Md              | Mendelevij      | blok f | [Rn] 5f13 7s2              | sintetični |
| 102             | No              | Nobelij         | blok f | [Rn] 5f14 7s2              | sintetični |
| 103             | Lr              | Lavrencij       | blok d | [Rn] 5f14 7s2 7p1 (*)      | sintetični |
| 104             | Rf              | Raderfordij     | blok d | [Rn] 5f14 6d2 7s2          | sintetični |
| 105             | Db              | Dubnij          | blok d | [Rn] 5f14 6d3 7s2          | sintetični |
| 106             | Sg              | Siborgij        | blok d | [Rn] 5f14 6d4 7s2          | sintetični |
| 107             | Bh              | Borij           | blok d | [Rn] 5f14 6d5 7s2          | sintetični |
| 108             | Hs              | Hasij           | blok d | [Rn] 5f14 6d6 7s2          | sintetični |
| 109             | Mt              | Majtnerij       | blok d | [Rn] 5f14 6d7 7s2 (?)      | sintetični |
| 110             | Ds              | Darmštatij      | blok d | [Rn] 5f14 6d8 7s2 (?)      | sintetični |
| 111             | Rg              | Rentgenij       | blok d | [Rn] 5f14 6d10 7s1 (?)     | sintetični |
| 112             | Cn              | Kopernicij      | blok d | [Rn] 5f14 6d10 7s2 (?)     | sintetični |
| 113             | Nh              | Nihonij         | blok p | [Rn] 5f14 6d10 7s2 7p1 (?) | sintetični |
| 114             | Fl              | Flerovij        | blok p | [Rn] 5f14 6d10 7s2 7p2 (?) | sintetični |
| 115             | Mc              | Moskovij        | blok p | [Rn] 5f14 6d10 7s2 7p3 (?) | sintetični |
| 116             | Lv              | Livermorij      | blok p | [Rn] 5f14 6d10 7s2 7p4 (?) | sintetični |
| 117             | Ts              | Tenes           | blok p | [Rn] 5f14 6d10 7s2 7p5 (?) | sintetični |
| 118             | Og              | Oganeson        | blok p | [Rn] 5f14 6d10 7s2 7p6 (?) | sintetični |
(?) Predvideno
(*) Izjema glede na Pravilo Madelung.
Zanesljivi viri, ki se ukvarjajo s tem, se na splošno strinjajo s tem, da se blok f začne z aktinijem. Vendar je v mnogih učbenikih zapisano, da so Ac in Rf–Cn elementi bloka d, in, da blok f na dva dela razdelijo Th–Lr. Začasno 2021 IUPAC poročilo o tem vprašanju nakazuje, da je tukaj prikazana oblika boljša, vendar še ni postala uradna IUPAC tabela IUPAC.